# Lebon Régis
Lebon Régis is een gemeente in de Braziliaanse deelstaat Santa Catarina. De gemeente telt 12.134 inwoners (schatting 2009).

## Aangrenzende gemeenten
De gemeente grenst aan Caçador, Calmon, Curitibanos, Fraiburgo, Santa Cecília en Timbó Grande.